# دبیرخانه حزب کمونیست ویتنام
دبیرخانه کمیته مرکزی حزب کمونیست ویتنام (به ویتنامی: Ban Bí thư Ban Chấp hành Trung ương Đảng Cộng sản Việt Nam)
 که در فاصله ۱۹۹۶ تا ۲۰۰۱ جایگزین کمیته دائمی پلیتبوروی کمیته مرکزی شده بود، عالی‌ترین نهاد اجرایی حزب کمونیست ویتنام بین انجمن‌های کمیته مرکزی است. بر اساس قوانین حزب، دبیرخانه تصمیمات دفتر سیاسی و کمیته مرکزی را اجرا می‌کند.
اعضای دفتر سیاسی بلافاصله پس از کنگره ملی حزب توسط کمیته مرکزی انتخاب و رتبه‌بندی می‌شوند. دبیرخانه دوازدهم کنونی پس از سیزدهمین کنگره ملی از سوی کمیته مرکزی انتخاب شد و متشکل از ۹ عضو است. نگوین فو ترونگ عضو مرتبه یکم دبیرکل کمیته مرکزی است.